# Juan Sánchez-Tejerina Serrano
Juan Sánchez-Tejerina Serrano (13 de enero de 1918 - 20 de octubre de 1990) era un poeta de Villarramiel, Palencia (España).

## Biografía
Nació en Villarramiel (Palencia), en pleno corazón de Tierra de Campos, siendo sus padres Juan Sánchez-Tejerina Sánchez (1888-1979) y Rafaela Serrano Mañueco (1887-1960).
Cursó el bachillerato interno en los Hermanos Maristas de Palencia y la licenciatura de Derecho en las Universidades de Valladolid y Salamanca.
Ejerció primero unos años como Letrado en Palencia, para después dedicarse plenamente al negocio familiar en Villarramiel.
Se casó en 1947 con Lucía Prieto Guerra (1921 - 1998), también de Villarramiel, con la que tuvo siete hijos.
En 1963 trasladó su residencia y la de toda su familia, así como sus negocios, a Valladolid, donde residió hasta su muerte.
Falleció, a los 72 años, después de una corta enfermedad, el 20 de octubre de 1990.
Siguiendo su voluntad y sus instrucciones, fue enterrado en el cementerio de Villarramiel.
En su sepultura pueden leerse estos versos suyos:  "El mundo seguirá su eterna ruta, / nada ni nadie detendrá su marcha, / como una gota de agua en la tormenta / así será la huella de mi paso".
El insigne poeta Francisco Soto del Carmen le dedicó un hermoso soneto, que fue publicado en su libro "Poesía" 

## Sobre su obra
Desde muy joven escribió poesía, artículos periodísticos y numerosos relatos cortos. Pero es en su madurez, una vez abandonados los negocios, cuando escribió incansablemente.
Sus poemas y cuentos han visto la luz en numerosas publicaciones, tanto revistas ("El Roble" ,"Peñíscola, ciudad en el mar", "Llanuras", "Amigos de la Catedral", "Argaya" ), como libros ("Coplas a la muerte de Jorge Manrique", "Quince poetas de España", "Las raíces de un pueblo" ,"Palencia piedra a piedra", "La literatura en Valladolid en el siglo XX (1939-1989)" )
El ilustre José María Fernández Nieto "decano de los poetas de Castilla” y Premio Castilla y León de las Letras de 2011, escribió de él: “La poesía de Sánchez-Tejerina es honda y de buena ley. Huele a trigo maduro y a viña descepada. Nace y florece en las tardes y los caminos castellanos. Su obra es llana y sencilla, como su tierra. Libre de influencias y contaminaciones tiene todo el encanto de lo natural, lejos de la retórica aprendida. Poemas espontáneos, puros, sin afeites, con la belleza austera y ortodoxa de un poeta nato.”

## Galardones
- Sarmiento, 1977, Valladolid. Premio Primavera por "Tres sonetos zoológicos" [12]
- Ciudad de Valladolid, 1978, Valladolid. Primer Premio por "No queremos Castilla plañidera" [13]
- Concurso de Poesía "Ángel López Martínez", 1978, Valladolid. Premio por "Se nos marchó el poeta"
- Concejo Abierto de Castilla y León, 1981, Barcelona . Primer Premio por "Castilla, del Duero al Guadiana"
- Certamen Periodístico Literario, 1981, Velilla del Río Carrión. Primer Premio por "Fuentes Carrionas"
- IX Certamen Nacional de Poesía Unión Artística Vallisoletana, 1983, Valladolid. Premio por "Toponimia Castellana"

- V Certamen Nacional de Poesía Navideña, 1984, Guardo. Primer Premio por "No vengas otra vez" [14]
- XVIII Juegos Florales, 1984, Aguilar de Campoo. Primer Premio y Flor Natural por "Aguilar de Campoo, viejo amor que renace en primavera" [15]
- X Certamen Nacional de Poesía Unión Artística Vallisoletana, 1984, Valladolid. Premio por "Aun sueña el chozo aquel"
- Certamen Poético "Gabriel y GaláN", 1985, Salamanca. Premio "Delegación Territorial de Castilla" por "Primavera Otoñal" [16]
- III Concurso de Poesía "Ulloa Pereira", 1986, Toro. Primer Premio por "No me causa vergüenza" [17]
- XII Certamen Nacional de Poesía Unión Artística Vallisoletana, 1986, Valladolid. Premio por "Como el rio que a su hontanar retorna"
- VI Concurso Internacional "Diego de Losada", 1987, Rionegro del Puente. Primer Premio por "Otoño en primavera" [18]
- XIII Certamen Nacional de Poesía sobre la Navidad, 1988, Begonte. Segundo Premio por "Vacía está la aldea" [19][20]
- XV Certamen Nacional de Poesía Unión Artística Vallisoletana, 1989, Valladolid. Premio por "Al sur del Río Bravo"
- Certamen Internacional de Poesía de la Casa de Andalucía, Benicarló. Primer Premio por "Boabdil también lloró"

## Libros Publicados
- "Mi humilde campanario: Poesías". SÁNCHEZ-TEJERINA SERRANO, Juan. Lafalpoo Gráfica. Valladolid, 1977.

- "Sendas de soledades y silencios". SÁNCHEZ-TEJERINA SERRANO, Juan. Comunicación Literaria de Autores. Bilbao, 1981. 80 p. 14x21. ISBN 9788422801689

- "Aires de dormidos ecos". SÁNCHEZ-TEJERINA SERRANO, Juan. Gómez Sanz, Luis (ilustrador). Diputación Provincial, Departamento de Cultura. Palencia, 1986. 107 p. 14x19. ISBN 9788450544015

- "Resplandor que no cesa". SÁNCHEZ-TEJERINA SERRANO, Juan. Gómez Sanz, Luis (ilustrador). Diputación Provincial. Valladolid, 1991. 112 p. 15x21. ISBN 9788440491275